# David Ivry

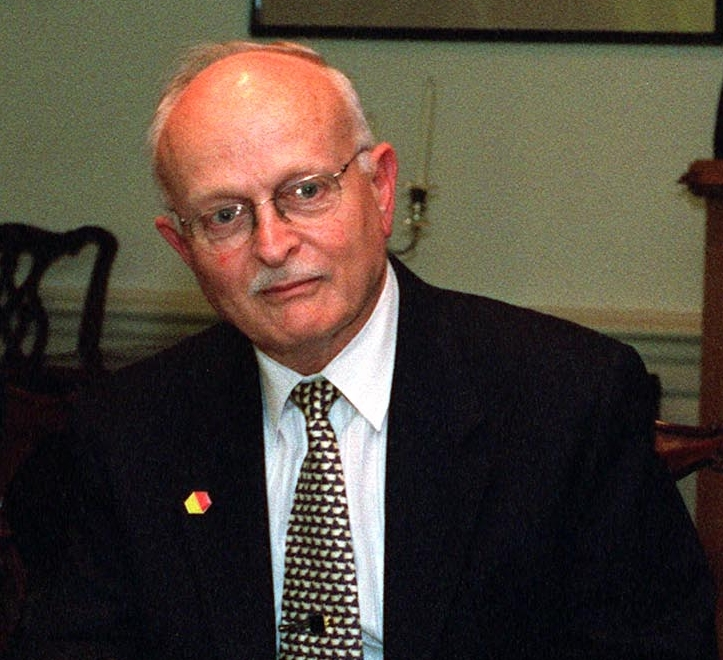
David Ivry (2001)

David Ivry (hebräisch דוד עברי; * 1934 in Gedera) ist ein israelischer Diplomat und ehemaliger Oberbefehlshaber der israelischen Luftstreitkräfte.
Ivry trat 1952 den israelischen Luftstreitkräften bei. Von Oktober 1977 bis Dezember 1982 war er der neunte Oberbefehlshaber der israelischen Luftstreitkräfte. 1999 verlieh ihm die Bar-Ilan-Universität die Ehrendoktorwürde.
Von 2000 bis 2002 war er der israelische Botschafter in den Vereinigten Staaten. 2003 wurde er Präsident von Boeing Israel.